# Andrej Stenin
Andrej Alekseevič Stenin (in russo Андрей Алексеевич Стенин?; Pečora, 22 dicembre 1980 – Snižne, 6 agosto 2014) è stato un fotoreporter russo.
Stenin ha lavorato per svariate agenzie giornalistiche russe e internazionali, tra cui Rossija Segodnja, RIA Novosti, Kommersant, ITAR-TASS, Associated Press, Reuters e Agence France-Presse. Venne ucciso nell'agosto 2014, mentre copriva la guerra dell'Ucraina orientale. Stenin venne onorato postumo con l'Ordine del Coraggio russo.

## Carriera e risultati
Stenin inizia la carriera come giornalista della carta stampata lavorando per la Rossijskaja Gazeta dal 2003 e per Gazeta.ru. Nel 2008 si dà al fotogiornalismo, e dall'anno successivo lavora come fotoreporter per RIA Novosti. Acquisisce esperienza come fotogiornalista di guerra, lavorando in situazioni critiche in Egitto, Libia, Siria, la striscia di Gaza e altrove. Vince il premio "Silver Camera" nel 2010 e 2013.

Del proprio lavoro Stenin scrive: 
Stenin era al lavoro nell'area del Donbass durante la guerra in Ucraina dal maggio 2014, fotografando le truppe ucraine catturate dai separatisti filorussi e gli effetti dell'artiglieria sulle città controllate dai ribelli, così come la situazione sul sito dello schianto del volo MH17 presso Donec'k, nel luglio 2014.

## Scomparsa e morte
Al momento della scomparsa, Stenin si trovava al fronte, "embedded" con i combattenti ribelli sostenuti dalla Russia. Secondo i critici, le sue attività facevano parte della propaganda di guerra russa. Dopo la sua scomparsa Anton Gerashchenko, un pubblico ufficiale del ministero degli interni ucraino, suggerì in un'intervista con la stazione radio lettone Baltkom che il fotogiornalista potesse essere rimasto prigioniero dei servizi segreti ucraini nell'area di conflitto. Gerashchenko in seguito negò la dichiarazione. Le controversie circa la vita, lavoro e morte di Stenin continuano.
Stenin scomparve il 5 agosto 2014. La International Federation of Journalists (IFJ), la European Federation of Journalists (EFJ), Human Rights Watch e Amnesty International espressero la loro preoccupazione per la sua salute. Rapporti del mese di agosto indicano che i resti di Stenin vennero ritrovati assieme a quelli di altre due persone.
Il 3 settembre la morte di Stenin venne confermata. Il Comitato Investigativo Russo dichiarò che i test del DNA avevano confermato l'identificazione del corpo. Secondo i media di stato russi, Stenin si trovata in un veicolo all'interno di un convoglio di civili in fuga, finito sotto fuoco pesante in un'area considerata sotto controllo dell'esercito ucraino e della Guardia Nazionale.
Andrej Stenin divenne il quarto giornalista russo a morire in Ucraina nel giro di pochi mesi. Igor Kornelyuk e Anton Voloshin, membri dello staff del network radiotelevisivo VGTRK, erano stati uccisi in giugno presso Luhansk. Ugualmente alla fine di giugno il cameramen di First TV Channel Anatoly Klyan era stato colpito a morte presso Donetsk.
In sua memoria è stato istituito il Concorso internazionale di giornalismo fotografico Andrej Stenin.